# Terminal
Terminal (в укр. перекладі інтерфейсу: Термінал) — стандартний застосунок операційної системи macOS, емулятор консолі (терміналу) компанії Apple Inc. Вперше був використаний в операційних системах NeXTSTEP, пізніше OpenSTEP. Розташований Terminal.app в /Applications/Utilities

## Історія
Необхідність терміналу в ОС з графічним користувацьким інтерфейсом була продиктована UNIX-основою NeXTSTEP, яка містила велику кількість стандартних для таких систем консольних застосунків. Компанія Apple Inc. продовжила напрямок unix-based операційної системи, тож термінальний емулятор було портовано на Mac OS X.

### Версії
2.0 — з’явилася в складі Mac OS X 10.5. Ця версія містила підтримку табів та різних варіантів оформлення консолі, окрім того, було змінено шрифт.

2.1 — з’явилася в складі Mac OS X 10.6. Повернено режим роздільних вікон.

2.2 — з’явилася в складі Mac OS X 10.7. Сталися суттєві оновлення: доданий повноекранний режим, розширені налаштування створення нових вікон та табів, додана сумісність зі стандартом xterm-256color (дозволяє відтворювати 256 кольорів), додана можливість „розмивати“ напівпрозоре тло і збереження останніх рядків попереднього виводу (навіть якщо застосунок було повністю закрито).

## Критика
Terminal підтримує лише 16 кольорів виводу, в той час, як деякі застосунки, такі як vim та emacs вимагають підтримки 256 кольорів (не стосується версії 2.2). Версія для macOS 26.0 Tahoe підтримує 24-бітний колір.